# Almolonga
Almolonga è un comune del Guatemala facente parte del dipartimento di Quetzaltenango.